# Bildstock (Kirchhaslach)

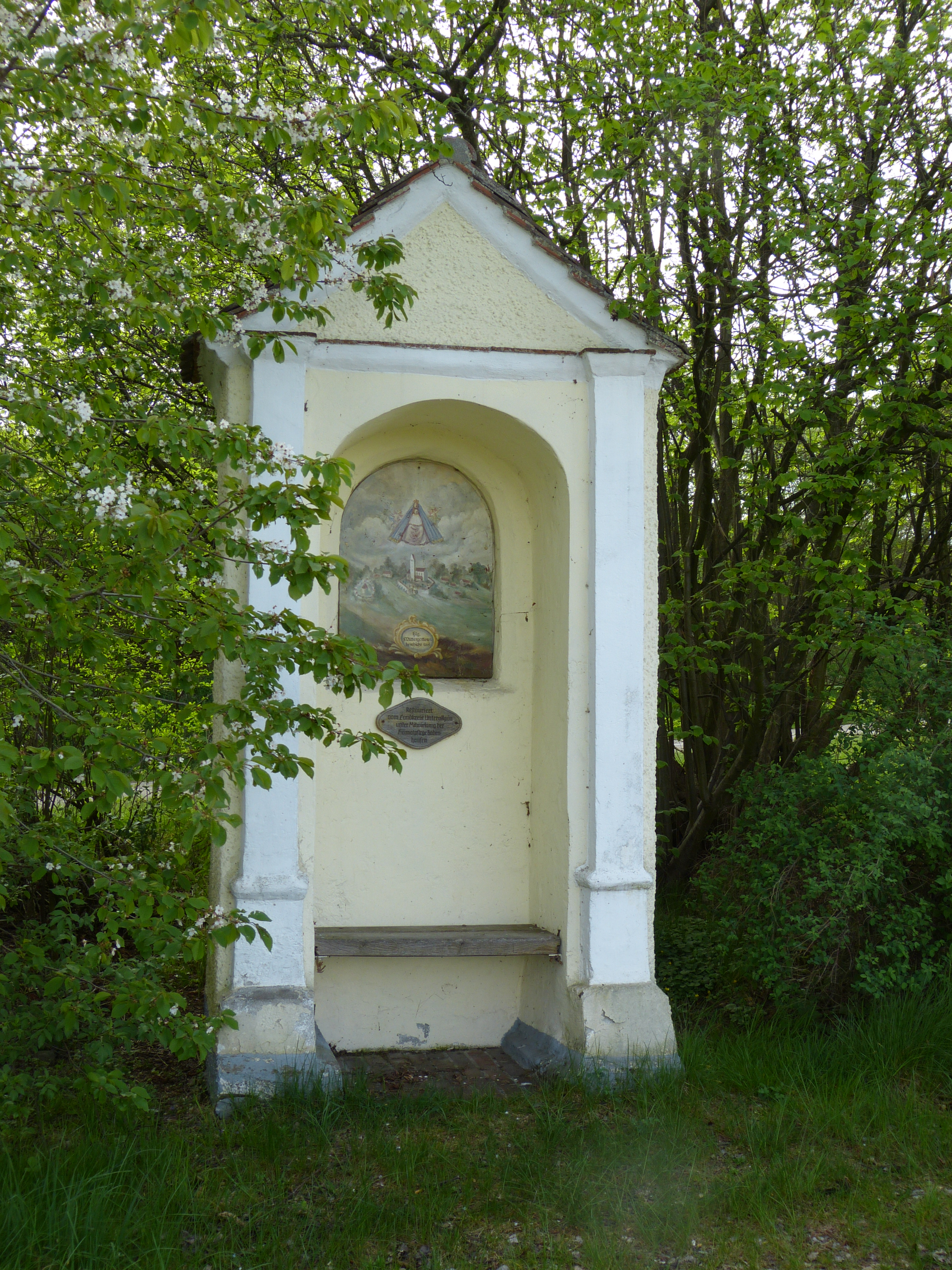
Bildstock, westlich von Kirchhaslach, 18. Jahrhundert

Der Bildstock in Kirchhaslach, im Landkreis Unterallgäu, Bayern, befindet sich westlich des Ortes an der Straße nach Babenhausen. 

## Geschichte
Ursprünglich bildete dieser Bildstock die letzte Station in einer Reihe von insgesamt fünfzehn, mittlerweile abgegangenen, Rosenkranzkapellen. Diese Kapellen säumten den Wallfahrtsweg von Babenhausen nach Kirchhaslach. Errichtet wurde der denkmalgeschützte Bildstock im 18. Jahrhundert.

## Beschreibung
Das kleine Gebäude besteht aus einem querrechteckigen Gehäuse und ist mit einem Satteldach gedeckt. In Richtung Osten, nach Kirchhaslach hin, öffnet sich eine rundbogige Arkade, die von schmalen Pilastern auf Sockeln flankiert wird. In der Rückwand befindet sich ein Gemälde mit der Darstellung der Muttergottes über dem Ort Kirchhaslach. Dargestellt sind die Wallfahrtskirche Mariä Himmelfahrt und der Kreuzweg mit der St.-Anna-Kapelle. Es trägt die Inschrift Hlg. Muttergottes beschütze uns. Darunter ist eine Holzplakette mit der Inschrift Restauriert vom Landkreis Unterallgäu unter Mitwirkung der Heimatpflege Babenhausen angebracht.